# Вулиця Адама Міцкевича (Київ)
Ву́лиця Ада́ма Міцке́вича — вулиця в Солом'янському районі міста Києва, житловий масив Першотравневий. Пролягає від Чоколівського бульвару до вулиці Джохара Дудаєва.
Прилучається вулиця Івана Світличного.

## Історія
Вулиця виникла у 2-й половині 50-х років XX століття під назвою Здвизький провулок (за іншими джерелами — Воздвиженський). Сучасна назва — з 1961 року.
Вулицю названо на честь видатного польського поета, публіциста, перекладача, філософа, громадсько-політичного діяча Адама-Бернарда Міцкевича (1798—1855).
На початку лютого 1825 року він перебував у Києві проїздом із Санкт-Петербурга до Одеси.
19 грудня 2021 року на будинку № 6 поетові було встановлено меморіальну таблицю.